# 和田哲幸
和田 哲幸（わだ てつゆき、1975年8月21日 - ）は、日本の起業家、作家、中小企業スタートアップコンサルタント、株式会社カメリアプランナー代表取締役、サンミュージック名古屋代表取締役社長、YouTuber、帝京大学可児高等学校同窓会副会長、名古屋スクールオブミュージック&ダンス専門学校講師。元上司はソフトバンク代表取締役社長の宮川潤一。岐阜県可児市出身、帝京大学文学部社会学科卒業。

## 概要
岐阜県可児市生まれ。バブル崩壊後の就職氷河期真っ只中に帝京大学文学部社会学科を卒業し、就職浪人の上やっとの思いで、ベンチャー企業の日本晃伸株式会社に入社。フランチャイズ（FC）担当となり、スーパーバイザーとして300名以上の個人事業主、中小企業の事業主と交流。スクール事業部でビジネスモデルやプログラム、教材、教育システムまでを手掛け、80店舗あまりのFC展開の支援を経験。創業・企業支援なども行う。
2010年、株式会社カメリアプランナー代表取締役に就任。チラシやWEBによる広告宣伝や法人設立や新規事業設立プロジェクト支援、飲食店やパソコン教室の開業支援・コンサルティング業務を行う。
現在は『事業支援プロダクション』のリーダーとしてプロジェクト支援・販促支援・IoT開発支援・調達支援などに携わる他、執筆活動やセミナーの講師などを行う。

## 経歴
岐阜県可児市生まれ。父親は料理人から身を立てて不動産、テナント業の社長。2人兄弟の長男で、実弟は元地方競馬騎手の和田高明。
可児市大栄幼稚園、可児市立土田小学校、帝京大学可児中学・高校、帝京大学文学部社会学科を卒業。帝京大学可児中学校は新設の学校で第一期生。全部が新しいことずくめで「ないもの」から「新しいルール」を作ることを学んだ。帝京大学可児高校3年では生徒会長、帝京大学在学中は新聞記者、ジャーナリストを夢見て勉強した。
大学卒業後、本屋でアルバイトをしながら自分を見つめなおし、愛知県犬山市に本社があった『日本晃伸株式会社』というベンチャー企業に就職。インターネット黎明期で、ダイヤルアップのインターネットプロバイダーとして躍進していた会社だった。ここで日本晃伸社長で現在・ソフトバンク社長の宮川潤一と出会うことになる。社会人1年目から和田は宮川社長の運転手、カバン持ちをしながら、プロバイダーのフランチャイズ（FC）加盟店開拓の営業を担当。
2000年（平成12年）新しく「パソコン教室事業部」が新設したことで課長に昇進。その頃に社名が『株式会社ももたろうインターネット』に改名。そこで事業企画、パソコンスクールの経営や店舗運営、FCシステム、インストラクターの採用と教育、テキスト制作、講師用マニュアルの作成、内装工事、広報企画や広報活動、FC加盟店開拓営業の職務を経験。最終的にゼロからの直営店舗とFCを合わせて80店舗まで増やした。
2001年（平成13年）『名古屋めたりっく通信株式会社』に合併、ソフトバンクのグループ会社に買収されたことをキッカケに『ももたろうインターネット』時代の株主たちと2002年に新会社を立ち上げ、営業担当取締役に就任。
2010年（平成22年）『株式会社カメリアプランナー』代表取締役に就任。この会社は1982年に設立された愛知県犬山市の清水寺という禅寺の墓地の管理会社だった。社歴のある会社はそれだけで価値があるということで事業内容を変更して広告代理店として独立した形だった。ソフトバンクとの縁が深く、様々な通信事業のプロジェクト、通信建設工事や通信環境の安定化のための仕事を依頼される。また通信事業に関するプロジェクト管理、システム・プログラム開発、中小企業の事業承継、M&Aなどの支援と事業を拡大。
2012年（平成24年）人工衛星の技術会社・日本サテライトコミュニケーションズ（現JSC株式会社）社長に就任（2020年退任）。
2015年（平成27年）幻冬舎から初めての著書『たった半年で次期社長を育てる方法』を出版。後継者育成で重要な経営体制の「見える化」と「体系化」することで後継者へのバトンタッチを最短・確実に実現。社長の引き継ぎマニュアルの作成、運用法を紹介。
2017年（平成29年）ベッキー、安達祐実、ダイアモンド☆ユカイ、メイプル超合金など、幅広い分野で活躍するタレントを擁する老舗芸能プロダクション『サンミュージック』グループの子会社である株式会社サンミュージック名古屋の代表取締役に就任。東海地域のサンミュージック所属の芸能タレントの発掘、育成、キャスティングを行う。
2018年（平成30年）4月、滋慶学園グループ・NSM名古屋スクールオブミュージック&ダンス専門学校の教諭に就任。「マネージャー・企画」の授業を受け持つ。2019年、2020年に芸能マネージャー実務の教科書を2冊を出版。
2021年（令和3年）8月21日、自身のYouTubeチャンネル『和田哲幸のビジネス相談所』を開設。視聴総回数29万回を超える人気経済番組となっている（2023年5月現在）。同年12月21日、ワールドスイーツトレンドアイドル『甘党男子』を運営するdhg株式会社と資本提携。
2022年（令和4年）4月、自身がプロデュースの映画『したまち金魚』劇場公開（現在はAmazon prime videoで配信中）。
2023年（令和5年）2月4日、金山駅南口から徒歩30秒の場所にタレント志望の男子が運営するライブステージ併設型コンセプトカフェ『ステージ＆カフェ 半熟王子』をオープンする。同年4月からFM愛知『甘党男子石塚のウマい話』にてアシスタントとしてレギュラー出演。

## 人物
- 既婚。2才の娘がいる（2023年6月現在）[9]。
- 趣味は、車とバイクの運転、スキューバダイビング、読書[9]。
- 資格は、高校の地理と歴史の教員免許を持ってる[9]。
- 座右の銘は、英国ジャーナリストのウォルター・バジョットの言葉で「人生における大きな喜びは、君にはできないと世間がいうことをやることだ」[9]。
- 休日は神社仏閣めぐり。三重県鈴鹿市の椿大神社、滋賀県甲賀市土山の田村神社、奈良県明日香村の古い仏教寺院や愛知県犬山市の清水寺（せいすいじ）。仏像は兵庫県太子町の斑鳩寺の月光菩薩がオススメと取材で答えている[9]。
- 自称「宇宙世紀ガンダムマニア」「星の王子さま研究家」。宇宙世紀ガンダムのアニメ監督・富野由悠季、星の王子さまの著者・アントワーヌ・ド・サン＝テグジュペリを崇拝する[9]。
- 好きな作家はヘルマン・ヘッセ、吉田聡、司馬遼太郎、五十嵐貴久、越谷オサム、山本幸久、安藤祐介[9]。
- 学生時代は学校の先生か新聞記者を目指していた。教育ジャーナリストの保坂展人（現世田谷区長）のもとで3年半ボランティア団体に所属。そのご縁で1995年の阪神・淡路大震災の時に復興ボランティアとして西宮市に行った時には衆議院議員だった土井たか子の選挙事務所で寝泊まりをして西宮市立香櫨園小学校に通った[10]。
- インタビューで成功する秘訣は？と聞かれて「人から頼られたことはできるだけ断らない」「成功は人から認められるものではなく、自分が成功したと思ったときが真の成功」と答えている[10]。

## 書籍
- 『たった半年で次期社長を育てる方法』（幻冬舎、2015年10月31日）[3]　ISBN 978-4344973428
- 『芸能プロダクション現役社長に学ぶ　芸能マネージャー実務の教科書　基礎知識編』（2019年3月25日）　ISBN 978-4909905192
- 『芸能プロダクション現役社長に学ぶ　芸能マネージャー実務の教科書　ユニットデビュー編』（2020年6月18日）　ISBN 978-4867180570
- 『さあ、「事業承継」という冒険を始めよう！～社長業は “ゲーム” だと思えば、うまくいく』（パブフル、2022年3月26日）　ISBN 978-4867183120
- 『中小企業こそM&Aをやりなさい！: ～仲間を集めて難局を乗り越える、私のM&A体験記～中小企業は生き残れる』（パブフル、2022年6月30日）　ISBN 978-4867183571

## プロデュース

### テレビ番組
- 『スイーツの女王様』（TOKYO MXほか） - 企画・プロデューサー
- 『甘党男子のおひとついかが？』（テレビ愛知）-企画
- 『甘党男子のシュガースポット』（岐阜放送）-企画

### ラジオ
- 『甘党男子の甘時間（スイートタイム）』（CBCラジオ）-企画
- 『甘党男子のナイトパーティー』（FM岐阜）-企画
- 『甘党男子石塚のウマい話』（FM愛知） - 企画
- 『甘党男子☆神久保翔也の御菓子倶楽部』（IBC岩手放送）-企画

### 映画
- 『したまち金魚』（映画倫理機構27938[11]）2022年公開-プロデューサー

### アーティスト
- ガールズユニット「Suneeds（サニーズ）」 - プロデューサー
- 伊賀流忍術集団「楽陽」 - プロデューサー
- ボーイズユニット「Vector（ヴェクトル）」 - プロデューサー
- ボーイズユニット「半熟王子」 - プロデューサー

## 出演

### テレビ番組
- 『なるほどプレゼンター!花咲かタイムズ』（CBCテレビ）-2023年4月8日「AMEMIYAと行く!有名店が○○はじめました![12]」
- 『アップ！』（メ～テレ）-2023年6月14日「アイドルのたまご”のリアルな生活、驚愕の給与明細も…【アップ！特集】」[13]

### ラジオ
- 『甘党男子石塚のウマい話』（FM愛知）-2023年4月～　※ レギュラーMC[2]
- 『魁トップインタビュー』（MID-FM）-2023年11月27日

### 雑誌
- 『週刊東洋経済』 - ｢男性版メイドカフェ｣が増えている時代背景[7]
- 『週刊新潮』-2023年12月27日発売「紅白司会「橋本環奈」が始める「個人事務所」の新ビジネス」取材対応